# Sydöstra civilområdet
Sydöstra civilområdet (Civo SÖ) är ett svensk civilområde inom totalförsvaret som verkat från 2022 och har dess huvudort i Linköping.

## Historik
För att stärka och kraftsamla totalförsvaret beslutade regeringen Andersson om att på högre regional nivå dela in landets 21 länsstyrelser i sex civilområden. Varje civilområde skulle bestå av två till sju länsstyrelser och ledas av en av regeringen utsedd länsstyrelse, där landshövdingen kom att benämnas civilområdeschef. Regeringen utsåg länsstyrelserna i Norrbotten, Skåne, Stockholm, Västra Götaland, Örebro, Östergötlands län som civilområdesansvariga för respektive civilområde. Civilområdena fick i uppgift att samordna det civila försvaret i en enhetlig inriktning. I samarbete med Försvarsmakten ska de också arbeta för att totalförsvaret inom civilområdet får en enhetlig inriktning. Den nya myndighetsstrukturen trädde i kraft den 1 oktober 2022.
I samband med inrättandet av de sex civilområdena tog Försvarsmakten ett interimsbeslut. Det i väntan på Försvarsmakten den 1 november 2022 skulle lämna en redovisning till regeringen avseende anpassning av den militära regionala ledningen till den civila. Försvarsmaktens interimslösning innebar att Försvarsmakten bibehöll sin indelning med fyra militärregioner och Gotlands regemente, där Södra militärregionen fick samverkansansvar med Sydöstra civilområdet.

## Organisation
Sydöstra civilregionen bildades den 1 oktober 2022 som en av sex civilregioner i Sverige och omfattar Jönköpings län, Kalmar län och Östergötlands län.

## Civilområdeschef
Civilområdet leds av Länsstyrelsen Östergötland, där dess landshövdingen är tillika chef för civilområdet och benämnas civilområdeschef.
- 2022–idag: Carl Fredrik Graf